# Adari
Adari è una suddivisione dell'India, classificata come nagar panchayat, di 12.006 abitanti, situata nel distretto di Mau, nello stato federato dell'Uttar Pradesh. In base al numero di abitanti la città rientra nella classe IV (da 10.000 a 19.999 persone).

## Geografia fisica
La città è situata a 25° 59' 23 N e 83° 36' 46 E.

## Società

### Evoluzione demografica
Al censimento del 2001 la popolazione di Adari assommava a 12.006 persone, delle quali 6.214 maschi e 5.792 femmine. I bambini di età inferiore o uguale ai sei anni assommavano a 2.611, dei quali 1.383 maschi e 1.228 femmine. Infine, coloro che erano in grado di saper almeno leggere e scrivere erano 6.624, dei quali 3.946 maschi e 2.678 femmine.